# Coupe du monde de triathlon 1996
Navigation
Édition précédente Édition suivante
La coupe du monde de triathlon 1996 est composée de 10 courses organisées par la Fédération internationale de triathlon (ITU). Chacune des courses est disputée au format olympique soit 1500 m de natation, 40 km de cyclisme et 10 km de course à pied.

## Étapes de l'épreuve
| Date         | Lieu           | Format | Homme            | Femme            |
| ------------ | -------------- | ------ | ---------------- | ---------------- |
| 12 mai       | Ishigaki       | M      | Miles Stewart    | Emma Carney      |
| 19 mai       | Gamagori       | M      | Alexandre Manzan | Emma Carney      |
| 10 juin      | Paris          | M      | Olivier Marceau  | Emma Carney      |
| 23 juin      | Drummondville  | M      | Chris McCormack  | Emma Carney      |
| 30 juin      | Hamilton       | M      | Dmitriy Gaag     | Emma Carney      |
| 21 septembre | Ilhéus         | M      | Alexandre Manzan | Carol Montgomery |
| 28 septembre | Rio de Janeiro | M      | Philippe Fattori | Carol Montgomery |
| 13 octobre   | Auckland       | M      | Miles Stewart    | Emma Carney      |
| 20 octobre   | Sydney         | M      | Miles Stewart    | Emma Carney      |
| 3 novembre   | Noosa          | M      | Miles Stewart    | Carol Montgomery |

## Par nation
| Rang | Nation     | Victoires |
| ---- | ---------- | --------- |
| 1    | Australie  | 12        |
| 2    | Canada     | 3         |
| 3    | Brésil     | 2         |
| 3    | France     | 2         |
| 5    | Kazakhstan | 1         |

## Classements généraux
| Rang               | Nom              |
| ------------------ | ---------------- |
| Médaille d'or      | Miles Stewart    |
| Médaille d'argent  | Alexandre Manzan |
| Médaille de bronze | Leandro Macedo   |
| 4                  | Dmitriy Gaag     |
| 5                  | Philippe Fattori |
| 6                  | Greg Bennett     |
| 7                  | Simon Lessing    |
| 8                  | Ralf Eggert      |
| 9                  | Chris McCormack  |
| 10                 | Paul Amey        |

| Rang               | Nom                  |
| ------------------ | -------------------- |
| Médaille d'or      | Emma Carney          |
| Médaille d'argent  | Carol Montgomery     |
| Médaille de bronze | Jackie Gallagher     |
| 4                  | Nicole Andronicus    |
| 5                  | Rina Hill            |
| 6                  | Gail Laurence        |
| 7                  | Sarah Harrow         |
| 8                  | Sabine Graf-Westhoff |
| 9                  | Jenny Rose           |
| 10                 | Sharon Donnelly      |